# كارديناس (اسم شهرة)
كارديناس (بالإسبانية: Cárdenas)‏ هو اسم شهرة مرتبط بمكان [الإنجليزية] نشأ في لا ريوخا بإسبانيا. يُعد لقب كارديناس اللقب الأكثر شيوعًا في إسبانيا، حيث جاء في المرتبة 287، ويمثل 0.37% من السكان. أيضًا هو اللقب الأكثر شيوعًا في المنطقة الإسبانية المستقلة كتالونيا.

## أصل الكلمة
يُشتق هذا الاسم من أماكن تسمى كارديناس (بالإسبانية: Cárdenas)‏ في مقاطعتي المرية بالأندلس ولوغرونيو في لا ريوخا، وهو مشتق من الجمع المؤنث لكلمة cárdeno، والتي تعني "أزرق" أو "أرجواني مُزرق"، عن طريق الكلمة اللاتينية cardinus، من carduus ("الشوك").

## أشخاص
عرف العديد من الأشخاص بهذا الاسم، ومنهم:
- آدان كارديناس: سياسي نيكاراغواياني.
- أدريان كارديناس: لاعب كرة قاعدة من الولايات المتحدة الأمريكية.
- ألبرتو كارديناس: سياسي مكسيكي.
- أليخاندرو كارديناس: عداء سرعة مكسيكي.
- كارلوس كارديناس: لاعب كرة قدم بوليفي.
- إيليسير كارديناس: روائي إكوادوري.
- فيليكس كارديناس: درّاج طريق كولومبي.
- فرنسيسكو أرياس كارديناس: سياسي فنزويلي.
- غريغوريو كارديناس هرنانديز: قاتل ومحامي مكسيكي.
- غوستافو كارديناس غوتيريز: سياسي مكسيكي.
- هنري كارديناس: دراج كولومبي.
- لازارو كارديناس: رئيس المكسيك.
- ليو كارديناس: لاعب كرة قاعدة كوبي.
- لويس كارديناس: لاعب كرة قدم مكسيكي.
- مارتين كارديناس: عالم نبات بوليفي.
- مارتن كارديناس (دراجات نارية): متسابق دراجات نارية كولومبي.
- ميغيل كارديناس: سياسي مكسيكي.
- راؤول كارديناس: لاعب كرة قدم مكسيكي.
- رايموندو كارديناس: سياسي مكسيكي.
- شيرمان كارديناس: لاعب كرة قدم كولومبي.
- ستيف كارديناس: ممثل أمريكي.
- توني كارديناس: سياسي أمريكي.